# Perophora listeri
Perophora listeri är en sjöpungsart som beskrevs av Forbes in Forbes och Sylvanus Charles Thorp Hanley 1848. Perophora listeri ingår i släktet Perophora och familjen Perophoridae. Arten är reproducerande i Sverige. Inga underarter finns listade i Catalogue of Life.